# Gauliga Donau-Alpenland
La Gauliga Donau-Alpenland fue la liga de fútbol más importante del territorio ocupado de Austria por la Alemania Nazi de 1938 a 1945.

## Historia
Fue creada en el año 1938 por orden de la Oficina Nazi de Deportes con el nombre Gauliga Ostmark luego de que Alemania Nazi tomara el control de Austria con el fin de borrar del mapa a Austria, la cual dividió en siete partes (Carinthia, Niederdonau, Oberdonau, Saltzburg, Viena, Styria y Tirol-Vorarlberg), las cuales reemplazarían al país. 
En 1941 Alemania Nazi toma la región de Drava Banovina del Reino de Yugoslavia y la Gauliga cambia su nombre por el de Gauliga Donau-Alpenland y como Alemania Nazi no reconocía a la Nationalliga de Austria, solo permitió la participación de equipos aficionados del país.
La temporada inaugural contó con la participación de 10 equipos, seis de ellos provenientes de la capital Viena, con lo que fue la segunda ocasión en la historia del fútbol de Austria en la que equipos regionales participarían en un torneo de primera división. El sistema de competencia fue de todos contra todos a vista recíproca en donde el campeón clasificaba a la fase nacional de la Gauliga y los tres peores equipos de la temporada descendían. En la temporada 1939/40 la cantidad de participantes se redujo a 8, pero solo el último lugar de la liga descendía de categoría.
La temporada de 1940/41 regresó a 10 equipos, para la temporada siguiente fue reducida a 9 debido a que el SK Sturm Graz abandonó la liga y para la temporada 1942/43 se amplió a once, y en la temporada siguiente volvió a ser de nueve equipos.
Con el colapso de la Alemania Nazi en 1945, el sistema de Gauliga deja de existir, con lo que la temporada de 1944/45, que iba a contar con 10 equipos, no se pudiera concluir, terminando oficialmente el 11 de marzo de 1945 luego de haberse jugado nueve fechas de las 18 pactadas inicialmente.
Luego de finalizada la Segunda Guerra Mundial, Austria volvió a ser un país independiente, regresando el torneo nacional el 1 de septiembre de 1945, aunque fue hasta 1948 que permitieron la participación de equipos de afuera de Viena, mientras que los territorios ocupados de Yugoslavia se integraron a la República Federal Socialista de Yugoslavia, que posteriormente pasaría a ser Eslovenia.
Los clubes de Austria resultaron ser bastante competitivos dentro del sistema del fútbol alemán, al punto de que el Rapid Viena se convirtió en el primer equipo de fútbol de afuera de Alemania en convertirse en campeón nacional alemán, e incluso los equipos de Austria llegaron a la final de la Gauliga en dos ocasiones, en ambas fueron derrotados por el FC Schalke 04.
La final del Rapid Viena contra el FC Schalke 04 es considerada como el El Gran Juego, el cual se disputó en el Olympiastadion en Berlín ante 100,000 espectadores, el cual el FC Schalke 04 tenía la ventaja 3-0 en el minuto 60 y el Rapid Viena lo termina ganando 4-3, partido en el que incluso se basó una película hecha en 1942 sobre el suceso.

## Equipos Fundadores
Estos fueron los 10 equipos que disputaron la temporada inaugural de la liga en 1938/39:
| - SK Admira Wien - SC Wacker Wien - SK Rapid Wien - Wiener SC - First Vienna | - FK Austria Wien - Amateure Fiat Wien - Grazer SC - SK Amateure Steyr - Reichsbahn Wacker Wiener Neustadt |

## Ediciones Anteriores
| Temporada | Campeón        | Subcampeón       |
| --------- | -------------- | ---------------- |
| 1938–39   | SK Admira Wien | SC Wacker Wien   |
| 1939–40   | SK Rapid Wien  | SC Wacker Wien   |
| 1940–41   | SK Rapid Wien  | SC Wacker Wien   |
| 1941–42   | First Vienna   | FC Wien          |
| 1942–43   | First Vienna   | Wiener AC        |
| 1943–44   | First Vienna   | Floridsdorfer AC |

## Posiciones Finales 1938–45
| Club                              | 1939 | 1940 | 1941 | 1942 | 1943 | 1944 | 1945 |
| --------------------------------- | ---- | ---- | ---- | ---- | ---- | ---- | ---- |
| SK Admira Wien                    | 1    | 5    | 5    | 8    | 10   |      | 6    |
| SC Wacker Wien                    | 2    | 2    | 2    | 6    | 9    | 8    | 2    |
| SK Rapid Wien                     | 3    | 1    | 1    | 3    | 6    | 7    | 1    |
| Wiener SC                         | 4    | 3    | 6    | 7    | 4    | 9    | 7    |
| First Vienna                      | 5    | 4    | 3    | 1    | 1    | 1    | 3    |
| FK Austria Wien                   | 6    | 6    | 4    | 4    | 5    | 5    | 9    |
| Amateure Fiat Wien                | 7    | 8    |      |      |      |      |      |
| Grazer SC                         | 8    |      | 9    |      |      |      |      |
| SK Amateure Steyr                 | 9    |      |      |      |      |      |      |
| Reichsbahn Wacker Wiener Neustadt | 10   |      |      |      |      |      |      |
| FC Wien                           |      | 7    | 7    | 2    | 7    | 4    | 4    |
| Floridsdorfer AC                  |      |      | 8    | 5    | 3    | 2    | 5    |
| Linzer ASK                        |      |      | 10   |      |      |      |      |
| Post SV Wien                      |      |      |      | 9    |      |      |      |
| Wiener AC                         |      |      |      |      | 2    | 3    | 8    |
| Reichsbahn SG Wien                |      |      |      |      | 8    |      |      |
| SK Sturm Graz                     |      |      |      |      | 11   |      |      |
| Luftwaffen SV Markersdorf         |      |      |      |      |      | 6    |      |
| SC Rapid Oberlaa AC               |      |      |      |      |      |      | 10   |